# آدیه (فیلم)
آدیه (به انگلیسی: Adiyae) که گام نیز شناخته می‌شود. یک فیلم هندی تامیل زبان عاشقانه علمی به نویسندگی و کارگردانی ویگنش کارتیک در سال ۲۰۲۳ است. ستاره‌های فیلم جیوی پراکاش کومار، گوری جی، کیشان با ونکات پرابهو، میرچی ویجی، مادومکش و دیگران در نقش‌های فرعی بازی می‌کنند. موسیقی فیلم ساخته شده توسط جاستین پرابهاکاران، با فیلمبرداری توسط گوکول بنوی. عنوان فیلم برگرفته از آهنگ آدیه از جیوی پراکاش کومار-بازیگر فیلم کارشناس (فیلم ۲۰۲۱) است.
این فیلم در ۲۵ اوت ۲۰۲۳ در سینما اکران شد. نقدهای متفاوت تا مثبتی از منتقدان و تماشاگران دریافت کرد و در گیشه موفق شد.

## طرح
جیوا از دوران مدرسه عاشق سنتااژینی است. سالها بعد، سنتااژینی یک خواننده مشهور است در حالی که جیوا یک مرد معمولی است که هنوز عاشق سنتااژینی است اما هنوز فاش نکرده است. یک روز او به یک جهان جایگزین منتقل می‌شود، جایی که او یک موسیقیدان ماهر است و سنتااژینی همسرش است. سفر او به جهان موازی پس از یک دوره از پیش تعیین شده برمی گردد. جیوا به جهان موازی برمی گردد تا با سنتااژینی باشد اما در نهایت به «واقعیت» بازمی‌گردد. اینکه جیوا چگونه داستان عشق خود را در واقعیت حل می‌کند، بقیه داستان را تشکیل می‌دهد.

## بازیگران
- جیوی پراکاش کومار به عنوان جیوا
  - به عنوان آرجون پرابهاکاران (در جهان متناوب)
- گوری جی. کیشان به عنوان سنتالینی
- ونکات پرابهو به عنوان دانشمند
  - به عنوان گاوتام واسودف منون (در جهان متناوب)
- میرچی ویجی در نقش وسیم اکرم
  - به عنوان وقار یونس (در جهان متناوب)
- مادومکش در نقش مایکل
- سوئتا ونوگوپال در نقش ساندیا
- ویگنش کارتیک در کامئو
  - به عنوان ویجی در «یوهان: آدهیایام اوندرو» (در دنیای جایگزین) جی‌وی‌ام